# Контрольний вузол

Рис. 1. Прямий вузол: а — прямий вузол з контрольними вузлами, б, в — неправильно зв' язаний вузол.

Контрольний вузол — вузол, призначений для унеможливлення самостійного розв'язання певних типів вузлів під навантаженням або за інших умов.
Вузли, для яких використовується контрольний вузол: «провідник», «зустрічний провідник» (крім зв'язування стрічок), «подвійний булінь», «простий багнет», «булінь», «шкотовий», «брамшкотовий».
Вузли, для яких контрольний вузол не використовується: «вісімка», «дев'ятка», «прусик», «грейпвайн», «зустрічна вісімка», «австрійський провідник», «спрямована вісімка», «UIAA», «карабінне гальмо», «маркірувальний вузол».